# Peter McLaren Roberts
Peter McLaren Roberts (* 1927 in Ottawa; † 22. November 2003 in Calgary) war ein kanadischer Botschafter.

## Diplomatische Tätigkeiten
Roberts arbeitete von 1979 bis 1984 für den kanadischen auswärtigen Dienst. Zunächst war er als Botschafter in Bukarest von 1979 bis 1983 in Rumänien. Danach war er für zwei Wochen im Oktober 1983 Gesandter in der Sowjetunion in Moskau und anschließend ein Jahr bis zum 2. März 1984 in der Mongolei in Ulaanbaatar.